# Erigorgus rotundus
Erigorgus rotundus är en stekelart som först beskrevs av Davis 1898.  Erigorgus rotundus ingår i släktet Erigorgus och familjen brokparasitsteklar. Inga underarter finns listade i Catalogue of Life.